# Eusebio Cardoso
Eusebio Asunción Cardoso (ur. 15 sierpnia 1950, zm. 14 września 2018 w Asunción) – paragwajski lekkoatleta, olimpijczyk.
Cardoso wystąpił na Letnich Igrzyskach Olimpijskich 1976 w jednej konkurencji. Wystartował w biegu maratońskim, który ukończył na 43. pozycji wśród 60 sklasyfikowanych biegaczy (osiągnął rezultat 2:27:22,8).
Zmagał się z wieloma problemami zdrowotnymi, w tym m.in. z cukrzycą. Ostatnie dni życia spędził w jednym ze stołecznych domów opieki społecznej, gdzie towarzyszyli mu m.in. Ángel Guerreros i Francisco Rojas.
Rekord życiowy w biegu maratońskim – 2:27:22,8 (1976).